# Akhil Bharatiya Congress Dal
Akhil Bharatiya Congress Dal ("Allindiska kongresspartiet") är ett politiskt parti i den indiska delstaten Uttar Pradesh.
Partiet grundades av delstatsförsamlingsledamoten Akhilesh Singh 2003, efter att Singh uteslutits ur Kongresspartiet efter att misstänks för inblandning i ett mord. ABCD lyckades samla åtta av Kongresspartiets ledamöter, och blev erkänt som ett separat parti i församlingen. Först stödde Singh chefsministern Mayawati, men han ville inte att hans ABCD skulle gå samman med hennes Bahujan Samaj Party. Tre av hans ledamöter (enligt vissa uppgifter fyra eller sju) gick dock över till BSP (och blev direkt ministrar i Mayawatis regering). Efter att Mayawatis regering fallit vände Singh på kappan och började stödja Mulayalam Yadav Singhs Samajwadi Party istället.